# Lagochilus hindukushi
Lagochilus hindukushi là một loài thực vật có hoa trong họ Hoa môi. Loài này được Kamelin & Gubanov mô tả khoa học đầu tiên năm 1983.